# Хамакы
Хама́кы (также Хамаакы) — река в Якутии, левый приток Нюи. Длина реки — 163 км (от истока Бес-Хамакы — 183 км). Площадь водосборного бассейна — 2980 км².
Река образуется слиянием рек Орто-Хамакы и Лунгку-Сала на Приленском плато на востоке Среднесибирского плоскогорья в Ленском районе Якутии, на высоте более 367 м над уровнем моря. Преимущественно течёт в южном направлении. Берега поросли тайгой из сосны, лиственницы и кедра, участками заболочены. Впадает в Нюю по левому берегу на отметке 282 м над уровнем моря, выше впадения Сюльдюкяра, в 554 км от устья Нюи. Ширина перед устьем — 30-32 м при глубине 0,5-0,8 м; скорость течения в низовьях составляет 0,2-0,5 м/с. 

## Основные притоки
Указаны поименованные притоки длиной 20 км и более
| Название     | Расстояние от устья | Длина | Положение |
| ------------ | ------------------- | ----- | --------- |
| Хочо         | 41                  | 37    | правый    |
| Тойон-Уйалах | 48                  | 22    | левый     |
| Сыпаранда    | 91                  | 49    | левый     |
| Отут-Кыллах  | 93                  | 36    | правый    |
| Арбай-Сала   | 128                 | 65    | правый    |
| Кудулах      | 140                 | 23    | левый     |
| Бес-Хамакы   | 163                 | 20    | правый    |

## Данные водного реестра
По данным государственного водного реестра России и геоинформационной системы водохозяйственного районирования территории РФ, подготовленной Федеральным агентством водных ресурсов:
- Бассейновый округ — Ленский
- Речной бассейн — Лена
- Речной подбассейн — Лена между впадением Витима и Олёкмы
- Водохозяйственный участок — Нюя
- Код водного объекта — 18030300112117200002640